# The Love Club EP
《The Love Club EP》는 뉴질랜드의 가수 로드의 첫 익스텐디드 플레이(EP)이다. 12살이 되던 해에 유니버설 뮤직 그룹의 스콧 매클라클런에게 스카웃이 된 후 곡을 만들기 시작한 로드는 2011년 12월, 프로듀서인 조엘 리틀과 만나 약 3주간 함께 작업하며 EP에 수록할 5곡을 모두 작곡, 작사, 편곡하였다. 이후 EP에 수록한 노래를 사운드클라우드에 무료로 배포하였다. 그리고 2013년 3월 8일 유니버셜 뮤직 그룹과 버진 레코드에서 상업적으로 EP를 발매하였다.
인디 록에 영향을 받은 일렉트로니카 음반인 《The Love Club EP》는 음악 평론가들로부터 호평을 받았는데, 평론가들은 이 음반에 대한 칭찬과 함께 스카이 페레이라. 플로렌스 앤 더 머신, 라나 델 레이의 작품에서 나타나는 음악 스타일을 비교하였다. 발매 후 뉴질랜드와 호주 차트에서 2위를 기록하였고, 각각 플래티넘 한 개와 아홉 개를 인증 받는 기염을 토했다. 미국에서는 2013년 8월 빌보드 200 차트에서 23위를 기록하고, 6만 장이 팔렸다. 이를 홍보하기 위해 로드는 많은 콘서트에서 공연을 했고, 수록됐던 곡인 "Royals"는 싱글로 발매하였다.

## 트랙 리스트
폴 웨스터버그의 〈Swingin Party〉를 리메이크한 것을 제외하고는 모든 곡을 로드와 조엘 리틀이 작사와 작곡을 하였다.
| #  | 제목                     | 재생 시간 |
| -- | ------------------------ | --------- |
| 1. | 〈Bravado〉              |           |
| 2. | 〈Royals〉               |           |
| 3. | 〈Million Dollar Bills〉 |           |
| 4. | 〈The Love Club〉        |           |
| 5. | 〈Biting Down〉          |           |

| #  | 제목                           | 재생 시간 |
| -- | ------------------------------ | --------- |
| 6. | 〈Bravado〉 (Fffrrannno Remix) | 3:42      |

| #  | 제목                     | 재생 시간 |
| -- | ------------------------ | --------- |
| 1. | 〈Bravado〉              |           |
| 2. | 〈Swingin Party〉        |           |
| 3. | 〈Million Dollar Bills〉 |           |
| 4. | 〈The Love Club〉        |           |
| 5. | 〈Biting Down〉          |           |